# Estación de Abla y Abrucena
Abla y Abrucena es una estación de ferrocarril situada en el municipio español de Abla, aunque da servicio al municipio de Abrucena, situados ambos en la provincia de Almería, en la comunidad autónoma de Andalucía. Actualmente no dispone de servicio de viajeros, aunque puede ser utilizada como apartadero para efectuar cruces entre trenes de viajeros y de mercancías.

## Situación ferroviaria
Las instalaciones se encuentran situadas en el punto kilométrico 187,4 de la línea férrea de ancho ibérico Linares Baeza-Almería, a 911 metros de altitud sobre el nivel del mar, entre las estaciones de Fiñana y Doña María-Ocaña. El tramo es de vía única y está electrificado

## Historia
La estación entró en servicio en 1895 con la apertura del tramo Guadix-Almería de la línea férrea que pretendía unir Linares con Almería. La construcción del trazado no se completaría hasta 1904 debido a las dificultades encontradas en algunos tramos. Su construcción corrió a cargo de la Compañía de los Caminos de Hierro del Sur de España, que mantuvo su titularidad hasta 1929, cuando pasó a ser controlada por la Compañía de los Ferrocarriles Andaluces. La compañía de «Andaluces», como así se le conocía popularmente, ya explotaba la línea tras serle arrendada la misma en 1916. Un alquiler no demasiado ventajoso y que se acabó cerrando con la anexión de la compañía. En 1936, durante la Segunda República, «Andaluces» fue incautada debido a sus problemas económicos y se asignó a la Compañía Nacional de los Ferrocarriles del Oeste la gestión de las líneas que «Andaluces» explotaba.
En 1941, tras la nacionalización de los ferrocarriles de ancho ibérico, las instalaciones pasaron a formar parte de la recién creada RENFE.
Desde el 1 de enero de 2005 Renfe Operadora explota la línea mientras que Adif es la titular de las instalaciones ferroviarias.